# Тетрасилицид триродия
Тетрасилицид триродия — бинарное неорганическое соединение 
металла родия и кремния
с формулой Rh3Si4,
кристаллы.

## Получение
- Сплавление стехиометрических количеств чистых веществ:

{\displaystyle {\mathsf {3Rh+4Si\ {\xrightarrow {1040^{o}C}}\ Rh_{3}Si_{4}}}}

## Физические свойства
Тетрасилицид триродия образует кристаллы
ромбической сингонии,
пространственная группа P nma,
параметры ячейки a = 1,880 нм, b = 0,3613 нм, c = 0,5808 нм, Z = 4
.
Соединение образуется по перитектической реакции при температуре 1040 °C .